# Castel Werthenau
Castel Werthenau (in tedesco Schloss Werthenau) si trova nel comune austriaco di Villach nel Distretto di Villach-Land appartenente al Land della Carinzia e la sua storia inizia nel XIII secolo.

## Storia

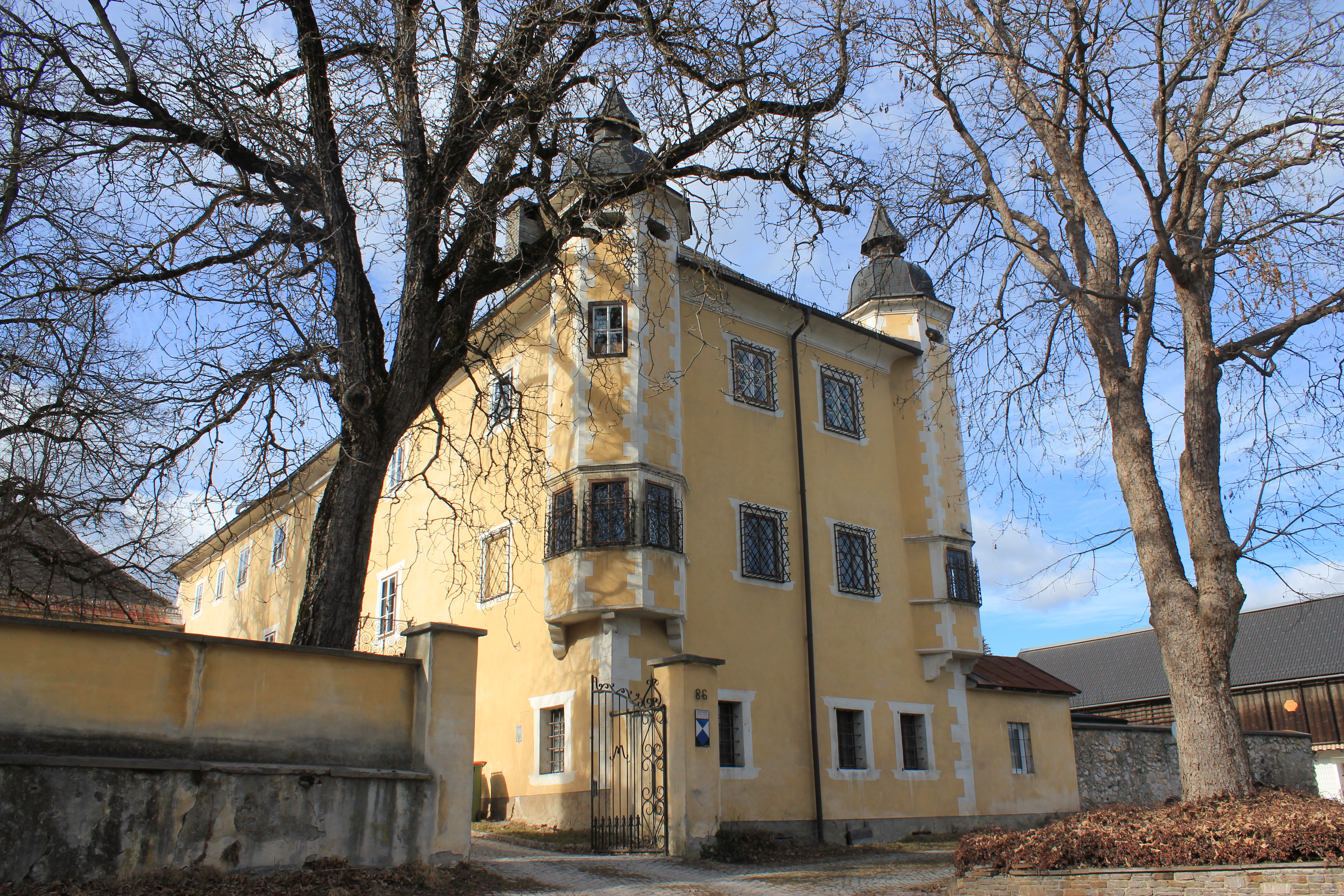
Castel Werthenau

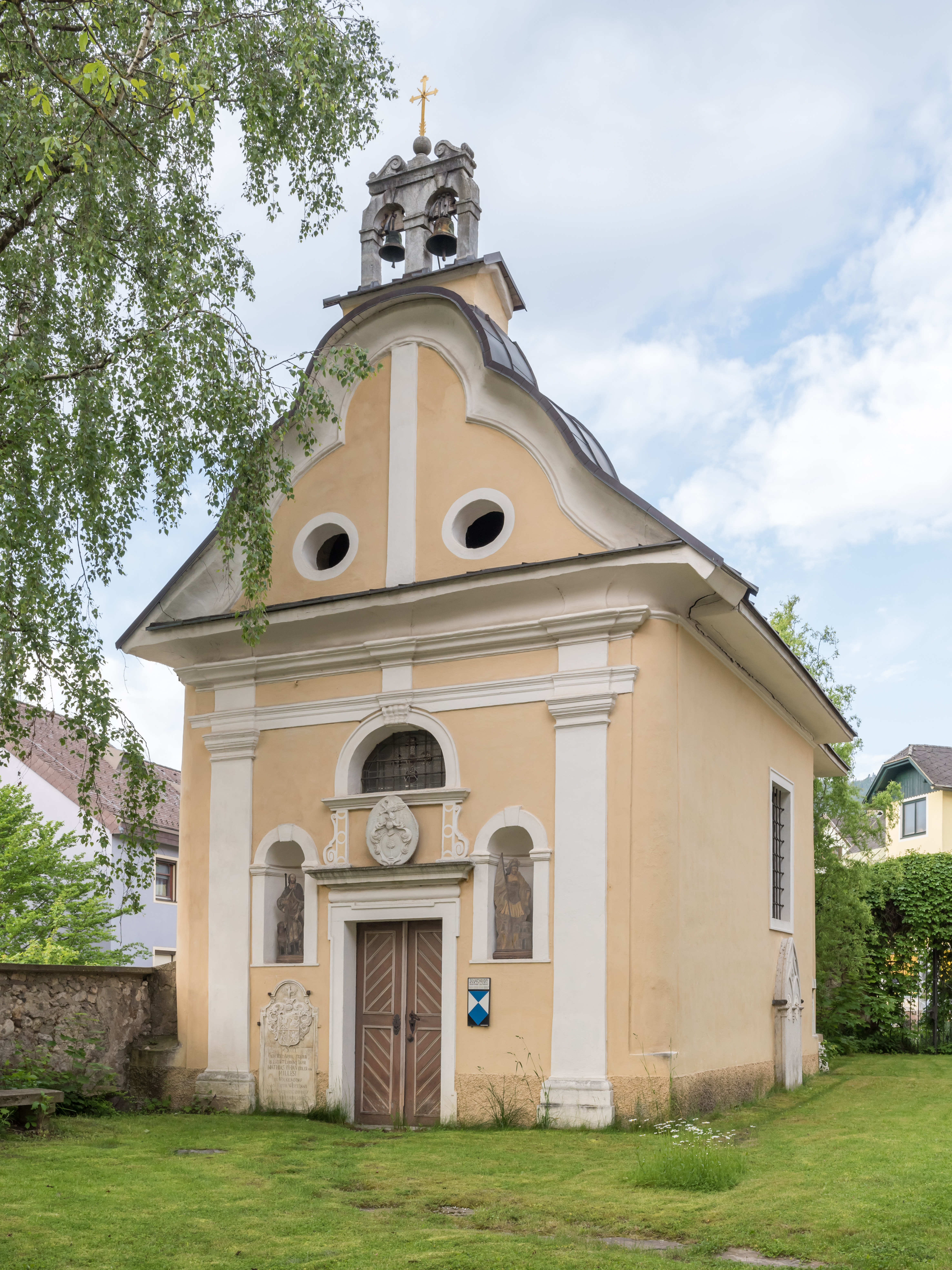
Cappella del castello

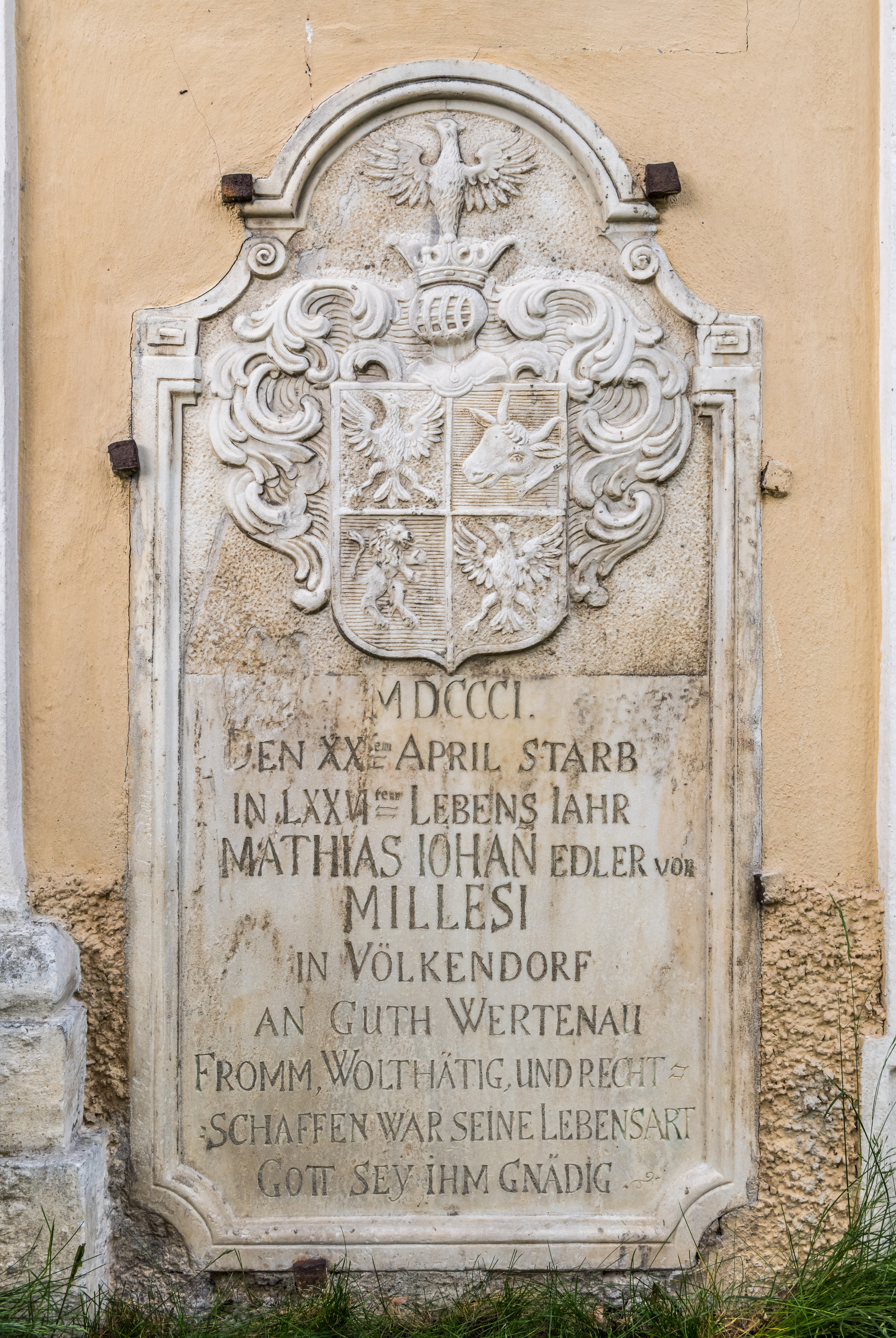
Lapide che ricorda Mathias Johan Edlen von Millesi, sul muro della cappella

Il castello fu menzionata per la prima volta in un documento nel 1233 come Welichendorf e si trovava nell'allora città di Völkendorf poi incorporata nella città di Villach. Verso la fine del XVI secolo l'allora proprietario Veit Stadler von Gstyrner acquistò il maso che già esisteva sul sito e in seguito, intorno al 1625, lo fece ristrutturare dandogli la forma di palazzo. Nella prima metà del XVII secolo visse nel castello Michael Pfleger von Werthenau e la sua famiglia mantenne la proprietà del maniero e della tenuta fino al 1667. Nel 1722 la residenza fu acquistata dalla famiglia Millesi originaria di Villach. La ricca famiglia di mercanti che manteneva commerci con l'Italia e gestiva quasi in monopolio l'esportazione di buoi verso il Veneto. Nel 1778 Simon Millesi fu elevato al cavalierato ereditario dall'imperatrice Maria Teresa d'Austria e gli fu concesso di usare il titolo di Edler von. Simon diede al castello l'aspetto attuale e la famiglia Millesi è rimasta proprietaria di castel Werthenau, che in parte abita e in parte affitta. Tra i membri importanti della famiglia si ricorda anche Hans von Werthenau, meglio noto con lo pseudonimo di Johann Matthias von Millesi, sindaco di St. Martin, commerciante e drammaturgo.
L'edificio ben tenuto è stato restaurato l'ultima volta nel 1997.

## Descrizione
Castel Werthenau si trova nel comune austriaco di Villach nel Distretto di Villach-Land appartenente al Land della Carinzia, è un edificio rettangolare a tre piani che si affaccia sulla strada con la sua parte orientale. La facciata ha solo due finestre per piano ed è fiancheggiata da due torrette angolari poligonali che poggiano su mensole sopra il piano terra risalenti all'inizio del XVII secolo ma con copertura barocca e mezzanino superiore aggiunti solo nel XVIII secolo. Le inferriate in ferro battuto delle finestre delle torri sono particolarmente interessanti. La decorazione a graffito della facciata si limita essenzialmente ad un concio d'angolo delle torri e della casa oltre che alle cornici delle finestre. La facciata principale è di grandi dimensioni e si affaccia sul grande cortile che viene chiuso negli altri lati da due ali a due piani, dalla cappella gentilizia e dal muro di cinta. L'androne e gli altri ambienti del pianterreno hanno volta a crociera. L'ex stanza del cacciatore che si trova al primo piano è l'unica ad aver conservato gli arredi originali. La cappella del palazzo è dedicata all'Immacolata Concezione e si trova isolata nell'angolo sud-est del cortile. Secondo quanto riportato sul portale fu probabilmente costruita intorno al 1625 insieme al palazzo residenziale e l'anno 1741 indica la modifica che portò all'aggiunta del timpano a quadrifoglio con il campanile. Nello stesso anno Josef Ferdinand Fromiller dipinse la pala d'altare raffigurante l'Immacolata. Una lapide che ricorda Mathias Johan Edlen von Millesi, datata 1801, è murata nel muro esterno.

### Bene architettonico tutelato
Castel Werthenau è stato posto sotto tutela dei monumenti da parte della Repubblica austriaca col numero 35040.